# Viðareiði
Viðareiði (IPA: [ˈviːjaɹˌaijɪ], danska: Viderejde), är huvudort i Viðareiðis kommun på ön Viðoy i norra Färöarna. Viðareiði hade vid folkräkningen 2015 totalt 354 invånare.
Viðareiði räknas idag som ett av de vackraste samhällena på Färöarna. Samhället ligger i en dal omgiven av höga fjäll i både norr och söder.
Viðareiði har vägförbindelse med regionscentret Klaksvík på ön Borðoy via ett tunnelsystem. Vägen till Viðareiði går längs ön Viðoys västkust, fortsätter genom samhället och ut till den obebodda dalen Miðdalur via östkusten.
I norr ligger fjället Villingadalsfjall med sina 844 meter över havet. Detta är Norðoyars högsta fjäll och landets tredje högsta. Berget löper ut vid nordkusten med Kapp Enniberg, en av världens högsta klippor med sina 754 meter. Mot väst ser man ifrån Viðareiði de mäktiga nordspetsarna till öarna Kunoy och Borðoy. I söder ser man den östliga ön Fugloy i vilken riktning man även ser det 751 meter höga Malinsfjall vid god sikt. Viðareiði är en populär ort för bergsvandring.
I Viðareiði finns även hotellet Hotel Norð som även har en restaurang. Flera gånger om dagen finns det bussförbindelse med Klaksvík. Bussresan tar cirka 45 minuter och sägs vara en av de mest fascinerande resor man kan göra.
Delar av den danska filmen Barbara spelades in här.

## Historia
En sägen säger att den första bebyggelsen på platsen fanns vid gränden  Garður, möjligen något österom- eller nedanför dagens bebyggelse. Detta kan spåras tillbaka till landnamet på Färöarna under vikingatiden mellan år 800 och 1050. Enligt Christian Matras förekommer ortnamn som garður, "gård", ofta på de äldsta delarna av Färöarna. Viðareiði nämns första gång i skriftlig form i Hundbrevet från senare halvan av 1300-talet.
Under 1600-talet ödelades den gamla kyrkan i en storm. En del av kyrkogården skall ha sköljts ut i havet, och kistorna bärgades i Hvannasund och fick begravas på nytt igen. Dagens Viðareiðis kyrka är från 1892 och till denna hör prästgården Ónagerði, som är av stor historisk betydelse och mycket äldre än dagens kyrka. Ónagerði blev prästegård för hela prästgäldet på Norðoyar 1661. Kyrkosilvret gavs som gåva av den brittiska regeringen som tack efter att man räddat delar av besättningen på briggen "Marwood", som förliste öster om Viðaoy under en vinterstorm  1847.

## Befolkningsutveckling
| Befolkningsutvecklingen i Viðareiði 1985–2015 | Befolkningsutvecklingen i Viðareiði 1985–2015 | Befolkningsutvecklingen i Viðareiði 1985–2015 | Befolkningsutvecklingen i Viðareiði 1985–2015 | Befolkningsutvecklingen i Viðareiði 1985–2015 |
| --------------------------------------------- | --------------------------------------------- | --------------------------------------------- | --------------------------------------------- | --------------------------------------------- |
|                                               |                                               |                                               |                                               |                                               |
| År                                            |                                               |                                               | Folkmängd                                     |                                               |
| 1985                                          | 1985                                          |                                               | 276                                           |                                               |
| 1990                                          | 1990                                          |                                               | 304                                           |                                               |
| 1995                                          | 1995                                          |                                               | 305                                           |                                               |
| 2000                                          | 2000                                          |                                               | 328                                           |                                               |
| 2005                                          | 2005                                          |                                               | 341                                           |                                               |
| 2010                                          | 2010                                          |                                               | 346                                           |                                               |
| 2015                                          | 2015                                          |                                               | 354                                           |                                               |
|                                               |                                               |                                               |                                               |                                               |

## Personligheter
- Anfinn Kallsberg, politiker.
- Christian Matras, språkvetare och diktare.
- Elsa Matras, mor till Símun av Skarði.